# Xanthomendoza
Xanthomendoza is een geslacht van korstmossen behorend tot de familie Teloschistaceae. De typesoort is Xanthomendoza mendozae.
Het ulevellenmos maakt als Xanthomendoza ulophyllodes onderdeel uit van dit geslacht maar deze is later overgezet naar een andere geslacht.

## Geslachten
Volgens Index Fungorum telt het geslacht negen soorten (peildatum januari 2023):
| Soortnaam                                   | Auteur(s)                                    | Publicatiejaar |
| ------------------------------------------- | -------------------------------------------- | -------------- |
| Xanthomendoza hermonii                      | (S.Y. Kondr.) Frödén, Arup & Søchting        | 2013           |
| Xanthomendoza huculica (Dragonderdooiermos) | (S.Y. Kondr.) Diederich                      | 2014           |
| Xanthomendoza kashiwadanii                  | S.Y. Kondr. & Kärnefelt                      | 2009           |
| Xanthomendoza leoncita                      | Bungartz & Søchting                          | 2020           |
| Xanthomendoza mendozae                      | (Räsänen) S.Y. Kondr. & Kärnefelt            | 1997           |
| Xanthomendoza oregana                       | (Gyeln.) Søchting, Kärnefelt & S.Y. Kondr.   | 2002           |
| Xanthomendoza pruinosa                      | (Hillmann) Søchting, Kärnefelt & S.Y. Kondr. | 2002           |
| Xanthomendoza sogdiana                      | S.Y. Kondr. & Kudratov                       | 2010           |
| Xanthomendoza subramulosa                   | (Räsänen) Søchting, Kärnefelt & S.Y. Kondr.  | 2002           |